# V. C. Andrews
Virginia Cleo Andrews (* 6. Juni 1923 in Portsmouth, Virginia, Vereinigte Staaten; † 19. Dezember 1986), geschrieben meist als V. C. Andrews, war eine US-amerikanische Schriftstellerin. Ihr bekanntester Roman ist Blumen der Nacht (Flowers in the Attic), in dem vier Kinder dreieinhalb Jahre lang auf einen Dachboden gesperrt werden. Ihre Geschichten wurden so erfolgreich, dass nach ihrem Tod ein Ghostwriter verpflichtet wurde, der unter ihrem Namen weiterhin Romane veröffentlichte.

## Leben
Andrews wuchs mit ihren zwei Geschwistern in Portsmouth und Rochester auf. Bereits im Alter von 15 Jahren gewann sie für eine literarische Parodie ein Zweijahres-Stipendium für Literatur. Im späten Teenageralter zog sie sich einen Beinbruch am linken Bein zu, der sie so stark einschränkte, dass sie zeitweise einen Rollstuhl benötigte.
Nachdem ihr Vater in den 1960er Jahren verstorben war, zog die Familie um. In Manchester begann Virginia professionell zu schreiben. Bis zu ihrem Durchbruch schrieb sie etliche Romane und Kurzgeschichten. 1972 wurde ihr erstes Werk The Gods of the Green Mountain fertig, aber nie veröffentlicht.
Im Jahr 1979 wurde ihr Werk Flowers in the Attic in den USA veröffentlicht, das sie zur Bestsellerautorin machte. Das Manuskript zum Roman hatte sie ihrem Verleger mit dem Namen Virginia Andrews übersandt. Dennoch stand auf dem ersten Druck V. C. Andrews. Der Verleger bezeichnete dies damals als Versehen, welches aber nicht mehr rückgängig zu machen war. Im Nachhinein wurde festgestellt, dass der Verleger bewusst die Abkürzung wählte, um nicht von vornherein klarzustellen, dass es sich beim Autor um eine Frau handelte. Zum damaligen Zeitpunkt herrschte die weitverbreitete Meinung, dass Frauen lediglich über Liebe und Romantik schreiben können.
Nach Flowers in the Attic erschienen zahlreiche weitere Romane mit großem Erfolg, darunter Wie Blüten im Wind, Dornen des Glücks oder Schatten der Vergangenheit. Nachdem Andrews am 19. Dezember 1986 im Alter von 63 Jahren an Brustkrebs starb, veröffentlichte ihre Familie zusammen mit Ghostwriter Andrew Neiderman weitere Bücher unter ihrem Namen – den Anfang machte Zerbrechliche Träume. Der Name V. C. Andrews wurde nach ihrem Tod als eingetragenes Markenzeichen geschützt, weil das Finanzamt ein Defizit in den Steuerrückgaben feststellte. Der Name war nun wertbares, kommerzielles Gut und konnte das Manko begleichen.

## Themen und Motive
In den meist fünfteiligen Geschichten geht es meist um Familiensagen, wobei zu Anfang nicht unbedingt abzusehen ist, ob es tatsächlich mehrere Bände werden. Blumen der Nacht wurde etwa als Trilogie angekündigt, tatsächlich wurden aber fünf Bände verfasst.
Leitfaden der Romane sind in der Regel Familiendramen, basierend auf Lug und Betrug innerhalb dieser Familien, bis hin zu inzestuösen Beziehungen unter Geschwistern oder nahen Verwandten. Die sich hieraus ergebenden Verstrickungen werden in den Romanen in einer Art und Weise dargestellt, die Spannung erzeugen und die Erwartung auf die Fortsetzung steigern.

## Romane
Die Foxworth-Saga
- 1979: Blumen der Nacht (Flowers in the Attic)
- 1980: Wie Blüten im Wind (Petals on the Wind)
- 1981: Dornen des Glücks (If there be thorns)
- 1984: Schatten der Vergangenheit (Seeds of Yesterday)
- 1986: Gärten der Nacht (Garden of Shadows)

Die Casteel-Saga
- 1985: Dunkle Wasser (Heaven)
- 1986: Schwarzer Engel (Dark Angel)
- 1988: Gebrochene Schwingen (Fallen Hearts)
- 1989: Nacht über Eden (Gates of Paradise)
- 1990: Dunkle Umarmung (Web of dreams)

Die Cutler-Saga
- 1990: Zerbrechliche Träume (Dawn)
- 1991: Geheimnis im Morgengrauen (Secrets in the morning)
- 1992: Kind der Dämmerung (Twilight’s child)
- 1992: Stimmen aus dem Dunkel (Midnight Whispers)
- 1993: Stunden der Nacht (Darkest Hour)

Die Landry-Saga
- 1994: Ruby
- 1994: Dunkle Verheißung (Pearl in the Mist)
- 1995: Fesseln der Erinnerung (All That Glitters)
- 1995: Tödlicher Zauber (Hidden Jewel)
- 1996: Karussell der Nacht (Tarnished Gold)

Die Logan-Saga
- 1996: Melody
- 1997: Im Netz der Lügen (Heart Song)
- 1997: Das Lied der Nacht (Unfinished Symphony)
- 1998: Stärker als der Sturm (Music in the Night)
- 1999: Olivia

Die Orphan-Saga
- 1998: Dunkler Schmetterling (Butterfly)
- 1998: Geliebte Crystal (Crystal)
- 1998: Spiegel der Schatten (Brooke)
- 1998: Haus der Tränen (Raven)
- 1998: Die Flucht der Waisen (Runaways)

Die Wildflower-Saga
- 1999: Misty
- 1999: Star
- 1999: Jade
- 1999: Cat

Alle vier Titel in Deutschland zusammen unter dem Titel Das Haus im Nebel veröffentlicht.
- 1999: Garten der Versuchung (Into the Garden)

Die Hudson-Saga
- 2000: Haus der Schatten (Rain)
- 2000: In dunkler Nacht (Lightning Strikes)
- 2000: Dunkle Träume (Eye of the Storm)
- 2001: Im Schein des Mondes (The End of the Rainbow)

Einzelroman
- 1982: Das Netz im Dunkel (My sweet Audriana)

## Verfilmungen
- 1987: Blumen der Nacht (Flowers in the Attic)
- 2014: Flowers in the Attic – Blumen der Nacht (Flowers in the Attic)
- 2014: Wie Blüten im Wind (Petals on the Wind)
- 2015: Dornen des Glücks (If There Be Thorns)
- 2015: Schatten der Vergangenheit (Seeds of Yesterday)